# Kristaps Porziņģis
Kristaps Porziņģis (* 2. srpna 1995) je lotyšský profesionální basketbalista momentálně hrající za tím Boston Celtics v NBA. Má výšku 221 cm a váží zhruba 109 kg.

## Kariéra
Svoji profesionální kariéru započal v roce 2011 a do NBA se dostal v roce 2015. Při jednom ze zápasů 5. listopadu 2017 vstřelil osobní rekord, 40 bodů proti Indiana Pacers. V roce 2017 hrál také s reprezentací Lotyšska na EuroBasket 2017.
Od února 2018 není aktivní kvůli poranění kotníku.